# 에먼

에먼의 위치

에먼(Emmen)은 네덜란드 북동부 드렌터주의 도시이다.